# Унгарски език в Украйна
Унгарският език е пети по разпространение роден език в Украйна. Според преброяването през 2001 година той е майчин за 149 431 души, за 95,44 % от унгарците в страната.
Унгарският език е разпространен основно в Закарпатска област. Към 2001 година е мнозинство в град Берегово (48,1 %) и Береговски район (80,23 %), значително разпространен в Ужгородски район (36,52 %) и Виноградовски район (26,3 %).